# 423년

## 연호
- 유송(劉宋) 경평(景平) 원년
- 북위(北魏) 태상(泰常) 8년
- 서진(西秦) 건홍(建弘) 4년
- 북량(北凉) 현시(玄始) 12년
- 북연(北燕) 태평(太平) 15년
- 하(夏) 진흥(眞興) 5년

## 기년
- 유송(劉宋) 소제(少帝) 원년
- 북위(北魏) 명원제(明元帝) 15년
- 신라(新羅) 눌지 마립간(訥祗麻立干) 7년
- 고구려(高句麗) 장수왕(長壽王) 11년
- 백제(百濟) 구이신왕(久爾辛王) 4년

## 사건
대한민국충청북도충주시에장수왕이423년에세운충주중원고구려비中原高句麗碑가있다.

## 사망
서로마 제국의 황제였던 호노리우스가 사망 하였다.